# 宗像市立日の里中学校
宗像市立日の里中学校（むなかたしりつひのさとちゅうがっこう）は、福岡県宗像市日の里にある公立中学校。

## 概要
1965年に許斐山の北麓に造成された日の里団地の中央部に位置する。2006年度から小中一貫教育を推進しており、日の里中学校及び学区内の日の里東小学校・日の里西小学校を「日の里学園」と呼び、小中一貫教育に取り組んでいる。加えて、2019年度からはコミュニティ・スクールも導入し、「小中一貫コミュニティ・スクール」と称して地域に根差した小中一貫教育活動を行っている。
2010年に新校舎が完成した。設計は建築家の田上健一が手掛けた。

## 沿革
- 1975年（昭和50年）4月 - 開校[1]。
- 1976年（昭和51年）3月 - 校歌が完成[1]。
- 2004年（平成16年）12月19日 - 全国中学校駅伝大会男子の部で、陸上長距離部が優勝[1][5]。
- 2010年（平成22年） - 新校舎が完成[1]。

## 学校周辺の施設
- JR九州鹿児島本線 東郷駅
- 宗像市立日の里東小学校
- 宗像市立日の里西小学校